# История ислама в СССР
К концу 1920 года советская власть была установлена на всех мусульманских территориях бывшей Российской империи. Исключением была лишь небольшая Карсская область, переданная Турции. Таким образом все мусульманские народы Российской империи более, чем на 70 лет — до 1991 года — непрерывно находились под властью атеистического советского режима, который никогда не скрывал своего негативного отношения к любому религиозному учению. Лишь крымские татары и некоторые горские народы Северного Кавказа оказались в годы Второй мировой войны под немецкой оккупацией. Это их пребывание вне атеистического режима оказалось очень коротким. Крымские татары были вне советской власти 2,5 года, а горские народы лишь несколько месяцев. Кроме того, после освобождения крымские татары и значительная часть бывших в оккупации горцев были депортированы в другие местности СССР. Поэтому у всех мусульманских народов успели вырасти три поколения в условиях официального атеизма.
Отношения советской власти и ислама пережили четыре этапа. На первом этапе (1917—1926 годы) центральная советская власть относилась к мусульманскому духовенству терпимо и пыталась его использовать для экспорта революции в страны Востока. На местах уже в это время начались притеснения мусульманского духовенства. На втором этапе (1926-1943) советская власть вела с исламом ожесточённую борьбу (как и с другими конфессиями), в ходе которой большинство мечетей было разрушено, значительная часть служителей культа была репрессирована. Третий этап (1943—1988 годы) характеризуется прекращением уничтожения мусульманского духовенства и созданием четырёх полностью подконтрольных советским властям Духовных управлений мусульман. В этот период мусульманское духовенство (как и служители других конфессий) было вынуждено платить высокие налоги, перечислять добровольно-принудительные взносы в Фонд мира. После короткого послевоенного периода, строительство новых мечетей и открытие мусульманских образовательных учреждений было запрещено. В хрущёвскую антирелигиозную кампанию власти закрыли часть ранее открытых мечетей, запретили паломничества к мусульманских святым местам, расположенным в СССР. Четвёртый этап (1988—1991 годы) — распад Духовных управлений мусульман, ослабление гнёта со стороны властей, начало массового строительства мечетей, а также установление постоянных контактов с единоверцами за рубежом.

## Период сосуществования (1917—1928 годы)
В первые годы существования СССР (до 1928 года) ислам находился в лучшем состоянии, чем, например, Русская православная церковь. Это было связано с тактическими соображениями — большевики стремились экспортировать революцию в страны мусульманского Востока. Поэтому в мусульманских местностях (особенно в тех, где советская власть была неустойчивой — в Средней Азии) в первые годы советской власти допускались некоторые послабления — предоставление муллам избирательных прав, деятельность шариатских судов (по мелким делам), разрешение открытия мусульманских школ, издание мусульманских журналов, хадж.
Сосуществование атеистического государства и ислама было не всегда мирным: в 1920-е годы на местах были случаи преследования верующих и мусульманского духовенства. Конечно, советская власть вела в первые годы борьбу с влиянием ислама — в частности, антиисламскую пропаганду. Кроме того, в 1920-е годы советская власть провела важную культурную реформу — перевод алфавитов мусульманских народов с арабской графики на латинскую. В отношении мусульманских алфавитов латинизация преследовала ещё одну цель — способствовать разрушению влияния ислама и культурных связей с исламским миром. Замена графической основы письма преподносилась как превращение письменности из «орудия религиозной пропаганды в орудие социального прогресса». 1 марта 1926 года латинский алфавит стал обязателен для горских народов Кавказа. Мусульманское духовенство Северного Кавказа выступало против латинизации. В ответ советская власть обвинила духовенство в национализме, контрреволюционных устремлениях и игре на чувствах верующих.
В ходе борьбы с исламом в первые годы советской власти активно использовались противоречия между мусульманские реформаторами-джадидами (так называемыми «революционными муллами», «прогрессивным духовенством») и «консервативным духовенством». Советские власти пытались раскалывать мусульманское сообщество, поддерживая раскол в среде мусульманского духовенства (в частности, отдельное Башкирское духовное управление мусульман).
В довоенный период не удалось создать влиятельные объединения мусульманского духовенства Средней Азии и Казахстана. В 1920-е годы ЦДУМ попыталось стать духовным центром всех мусульман СССР и для этого пробовало организовать мусульманские структуры в Средней Азии. По состоянию на 1927 год духовные управления мусульман (во многом организованные по типу уфимского муфтията) действовали в Самарканде, Коканде, Андижане, Намангане, Маргелане, Старой Бухаре, Хиве и Киргизии. В 1926 году представитель ЦДУМ был направлен в Туркмению. После съезда 1926 года была сделала попытка организовать духовное управление мусульман для всего Узбекистана. Однако все эти попытки оказались неудачными — в довоенный период так и не удалось объединить духовенство Средней Азии.
Объединение советских мусульман вокруг одного духовного центра в 1920-е годы не состоялось благодаря Восточному отделу ОГПУ, который организовал движение за автономию духовных управлений «восточных республик» от ЦДУМ. В результате этой политики ЦДУМ потерял контроль над управлениями Средней Азии и Казахстана. В 1928 году из-под юрисдикции состава ЦДУМ вышел советский Казахстан.
К 1928 году значительная часть послаблений мусульманскому духовенству была отменена и на местах началось массовое закрытие мечетей. В 1927—1929 годах в мусульманских местностях идут местные кампании по закрытию мечетей. В Средней Азии кампания по массовому закрытию и разрушению мечетей прошла в 1927—1929 годах. О ней известно немного историкам. Американский историк Адиб Халиб в 2006 году отмечал:

В целом о нашествии Чингиз-хана в Центральную Азию мы знаем больше, чем об этой кампании советской власти
Кампания по закрытию мечетей прошла в Азербайджанской ССР. С декабря 1928 года по февраль 1929 года в республике закрыли 461 мечеть (из них 213 в феврале). Некоторые здания мечетей были снесены. Например, в Шемахе осенью 1928 года снесли 13 из 16 мечетей, пустив их материал на строительство здания театра. Снос мечетей в Азербайджане вызвал сопротивление духовенства и верующих. В результате властям пришлось пойти на уступки и временно прекратить кампанию. В июне 1929 года Президиум ЦК Компартии Азербайджана рекомендовал местным партийным органам вернуть верующим не менее 50 процентов конфискованных мечетей (реально пришлось вернуть почти все мечети). 20 августа 1928 года Президиум ЦК Компартии Азербайджанской ССР принял постановление о закрытии на территории Советского Азербайджана всех религиозных школ.
В 1929 году началась массовая коллективизация, а вместе с ней — массовые преследования верующих.

## Ислам в СССР конца 1940-х — середины 1980-х годов

Намаз на татарском участке Ново-Волковского кладбища. Ленинград, 1956 год

В послевоенный период от религиозных организаций (формально независимых от государства) требовалось полное подчинение советской власти. Контроль над религиозными организациями (кроме Русской православной церкви) осуществлял Совет по делам религиозных культов. Его Уполномоченные на местах имели право лишить любого служителя культа регистрации, что означало запрет на служение. В 1965 году Совет по делам религиозных культов был объединён с Советом по делам Русской православной церкви в Совет по делам религий. Однако права Уполномоченных остались прежними.
В принятых в развитие Конституции СССР 1977 года конституциях некоторых союзных республик (например, Казахской и Азербайджанской ССР) было зафиксировано, что «отделялись» от государства «мечеть и церковь», а от них «отделялась» школа.
В СССР были созданы четыре духовных управления мусульман по территориальному признаку: Духовное управление мусульман Средней Азии и Казахстана, Духовное управление мусульман Северного Кавказа и Духовное управление мусульман Закавказья и Духовное управление мусульман Европейской части СССР и Сибири (создано в 1948 году на базе Центрального духовного управления мусульман).
Руководство всех четырёх духовных управлений находилось под постоянным надзором советских органов власти. Так глава Духовного управления мусульман Европейской части СССР и Сибири Ш. Хиялетдинов (занимал этот пост в 1951—1974 годах) должен был:
- Два раза в месяц бывать с отчётами о деятельности своего Управления у Уполномоченного Совета по делам религиозных культов;
- Спрашивать у Уполномоченного разрешение на все назначения в Управлении;
- Получать разрешение на любой свой выезд за пределы Уфы.

Вновь открылись некоторые мечети. Их было крайне мало по сравнению с началом 1930-х годов. На 1 января 1946 года в СССР официально было только 135 мечетей. Это было меньше, чем даже количество православных храмов, открытых в Средней Азии и в Казахстане — местностях, где проживало большинство советских мусульман. Однако в 1946—1949 годах количество официально действовавших мечетей существенно возросло. По данным Совета по делам религиозных культов весной 1949 года в СССР было уже 415 действующих мечетей. Мечети открывались и в немусульманских местностях. Так в 1947 году в деревне Чикча (Тюменская область) была открыта первая зарегистрированная мечеть в регионе. Однако часто ходатайства верующих отклонялись. Например, мусульмане Ленинграда в послевоенные годы были вынуждены проводить пятничные намазы на татарском участке Ново-Волковского кладбища, так как власти длительное время отказывались удовлетворять их ходатайства от открытии соборной мечети в Ленинграде.
По отдельным мусульманским регионам численность зарегистрированных мечетей в послевоенный период практически не изменялась по сравнению с 1941 годом. Например, в Башкирской АССР число мечетей было следующим:
- 1941 год — 12;
- 1955 год — 23.

В первые послевоенные годы мусульманское духовенство продолжало собирать пожертвования — как на военные цели, так и на восстановление страны. Например, Г. З. Расулев в 1945 году собрал около 8 тыс. рублей в помощь беспризорным детям. Сборы средств в помощь фронтовикам и детям проводили мусульмане различных местностей СССР. Цели сборов были самые разные. Например, за IV квартал 1945 года только мусульмане Узбекской ССР собрали 120342,67 руб.:
- В Фонд обороны — 13 400 руб.;
- В помощь членам семей красноармейцев — 21354 руб.;
- В фонд танковой колонны — 68799,67 руб.;
- Для устройства встреч демобилизованным красноармейцам — 16789 руб.

Формально действовало Постановление 1929 года, запрещавшее всем религиозным структурам заниматься благотворительностью. Но в первые послевоенные годы оно часто нарушалось. Мусульманское духовенство СССР продолжало выражать свою лояльность советским руководителям. Были случаи, когда муллы публично читали молитвы за здоровье И. В. Сталина и других советских руководителей. Так, в Башкирской АССР праздничные службы в мечетях включали «троекратный такбир» за Сталина и «такбир» за советское руководство.
В 1945—1947 годах центральные власти поощряли «религиозно-патриотическую» деятельность духовенства всех конфессий. В частности, Совет министров СССР указывал Совету по делам религиозных культов в 1946—1947 годах действовать следующим образом:

Не препятствовать религиозным центрам и отдельным служителям культа в проведении ими в молитвенных зданиях и в церковной печати религиозно-патриотической деятельности
Терпимое отношение советских властей к исламу в первые послевоенные годы было также обусловлено стремлением советского руководства укрепить позиции в мусульманском Иране. Советские войска заняли Иран в 1941 году, вынудив отречься Реза-шаха. Местное духовенство поддержало советскую власть, так как Реза-шах в 1930-е годы проводил меры, которые не нравились духовенству (например, запрет чадры у женщин). О поддержке иранским духовенством советской власти говорит стенограмма отдела международной информации ЦК ВКП (б):

Очень много представителей духовенства содействовало нашей агитации и пропаганде. Когда пришла Красная Армия, то она освободила мусульманское духовенство от тирании Реза-шаха. Мы пытаемся использовать прогрессивное духовенство в наших интересах. Например, 23 февраля делегация из шести мулл в возрасте 76-80 лет пришли на приём, организованный советскими властями, по случаю очередной годовщины Красной Армии
При поддержке СССР на северо-востоке Ирана в 1945—1946 годах были созданы просоветские Демократическая Республика Азербайджан и Мехабадская республика. Однако в 1946 году советские войска покинули Иран и обе республики были ликвидированы. Соответственно внешнеполитическая необходимость в уступках духовенству отпала.
С рубежа 1940-х — 1950-х годов отношение советской власти к религиозным организациям поменялось к худшему и количество зарегистрированных мечетей сократилось. К 1952 году в СССР осталась 351 зарегистрированная мечеть. Закрываемые на рубеже 1940-х — 1950-х годов мечети переоборудовали (как и в 1930-е) годы в светские здания. Например, в Пензенской области в татарских поселениях за 1950—1952 годы с согласия Совета по делам религиозных культов были закрыты 7 мечетей, из которых 5 переоборудовали (под школу, клубы, лесозащитную станцию).
Для закрытия вновь использовали чрезмерное обложение мечетей и духовенства налогами, причём порой этому содействовали местные Уполномоченные Совета по делам религиозных культов. Например, в Белорусской ССР Уполномоченный Совета Кондратий Уласевич 19 ноября 1947 года говорил на заседании о минской мусульманской общине (204 человека): «Я подготавливаю почву, чтобы её распустить». На мечеть этой общины был наложен за 1947 год налог в 1168 руб., а на муллу налог в размере 2838 руб.. В итоге в 1949 году мулла и председатель минской общины сложили полномочия, после чего власти в том же году передали здание мечети Добровольному товариществу содействия флоту (письмо верующих за 163 подписями в ноябре 1949 года, адресованное Иосифу Сталину, к возврату здания не привело). В 1962 году здание минской мечети (к тому времени перестроенное) было снесено.
Хрущёвская антирелигиозная кампания привела к сокращению количества мечетей, но небольшому. К 1965 году в СССР было 305 зарегистрированных мечетей.
В конце 1950-х — начале 1980-х годов отношение советских властей к мечетям было различным. Некоторые мечети в крупных городах использовались как обязательные пункты «гостевых маршрутов» для делегаций из мусульманских стран-союзников (наравне с фабриками и школами). Посещая эти мечети, иностранцы должны были убедиться, что в СССР есть свобода совести. Советские власти предписывали духовным управлениям содержать эти мечети в порядке. К числу этих мечетей для показа иностранцам относилась Первая соборная мечеть в Уфе (единственная действующая в этом городе-миллионнике в период с 1960 по 1994 годы).
Мечети в населённых пунктах, не предназначенных для посещения иностранцами, могли быть закрыты властями под разными предлогами: отсутствие необходимого числа верующих (требовалось не менее 20 человек), ветхость здания. Так, в 1960 году сгорел второй этаж мечети на кладбище в Уфе, причём в поджоге признался комендант кладбища (к уголовной ответственности привлечён не был). Власти запретили верующим восстанавливать мечеть. В 1965 году закрыли в деревне Гундбурово (Янаульский район) под предлогом технического состояния её здания, причём отобранное здание сразу же рекомендовали использовать под библиотеку.
До 1989 года количество официально зарегистрированных мечетей оставалось на одном уровне — около 400—500 на весь СССР. Имеются следующие данные по республикам с мусульманским населением:
- Азербайджанская ССР — 29 зарегистрированных мечетей (1963 год)[36]
- Таджикская ССР — 18 зарегистрированных мечетей (1966 год)[37];
- Татарская АССР — 11 зарегистрированных мечетей (1963 год)[36];
- Туркменская ССР — 39 зарегистрированных мечетей (1963 год)[36];
- Узбекская ССР — 89 мечетей (1980 год)[38].

Общее число мечетей в послевоенном СССР было ничтожно по сравнению с их довоенным количеством. Произошло падение авторитета мусульманского духовенства. По оценке историка Иманутдина Сулаева, в 1970-е — 1980-е годы в отдельных районах и населённых пунктах Дагестана доля верующих составляла несколько процентов и муллы уже не пользовались непререкаемым авторитетом как ранее.
Вторая мировая война привела к увеличению численности духовенства и верующих в СССР — за счёт присоединения к Советскому Союзу новых территорий со значительным населением. Однако на советский ислам (в отличие, например, от Русской православной церкви) этот фактор не повлиял, так как на новых территориях почти не было мусульман. Положительным фактором для советского ислама были намного более высокие темпы естественного прироста народов, исповедовавших ислам (таджиков, узбеков, татар, туркмен и других) по сравнению с большинством других народов СССР. В 1959—1979 гг. суммарная численность мусульманских народов СССР увеличилась с 24,4 млн человек до 43,4 млн человек, то есть за 20 лет почти удвоилась.
В сентябре 1981 года ЦК КПСС было принято постановление «О мероприятиях по противодействию попыткам противника использовать „исламский фактор“ во враждебных СССР целях», дополненное в апреле 1983 г. постановлением «О мерах по идеологической изоляции реакционной части мусульманских священнослужителей». Тем не менее, с начала 1980-х годов идёт возрождение ислама в СССР, сопровождавшееся ростом численности мусульманского духовенства. Так в 1980—1984 годах число служителей мусульманского культа увеличилось на 525 человек.
В послевоенный период советские власти провели ряд принудительных переселений. Однако в послевоенный период не было ни одной крупной (более 10 тысяч выселяемых одновременно) депортации мусульман. В частности, в Средней Азии была только одна послевоенная мусульманская депортация. Постановление Совета министров СССР от 11 января 1950 года № 135-26сс выселило из Таджикской ССР в Кокчетавскую область «бывших басмачей» с семьями в количестве 2795 человек. Это переселение басмачей не затронуло другие республики Средней Азии. На это указывает тот факт, что по состоянию на 1 января 1953 года на учёте числились 2747 «басмачей» (из них 12 были арестованы). Других категорий среднеазиатских мусульман на учёте советских органов не значилось.

## Смягчение государственной политики в отношении ислама и распад духовных управлений мусульман (1989—1991 годы)
Перестройка в СССР поначалу не изменила положение советских мусульман. Постановление Политбюро ЦК КПСС от 18 августа 1986 года «Об усилением борьбы с влиянием ислама» указывало на необходимость усиления атеистической работы.
Переломным в отношении государства и ислама стал 1989 год. В декабре этого года отмечались сразу две юбилейные даты — 200-летие Духовного управления мусульман Европейской части России и Сибири и 1100-летие принятия ислама населением Поволжья и Приуралья. Празднование этих событий сыграло примерно ту же роль в улучшении отношений между советскими мусульманами и государством, как ранее празднование 1000-летия Крещения Руси. В честь юбилеев было разрешено выпустить 50 тыс. экземпляров Корана и другой религиозной литературы, сами торжества прошли в Уфе, Казани, Ленинграде и Москве, на них побывало более 70 зарубежных гостей из 28 стран.
В июне 1990 года прошёл V съезд Духовного управления мусульман Европейской части СССР и Сибири, причём Турция и Саудовская Аравия подарили управлению по 1 млн долларов и 1 млн экземпляров Корана. На этом съезде было решено отказаться от взносов в общественные фонды, прежде всего в «Фонд мира». Советские власти поддерживали проведение съезда. В частности, были приняты меры по обеспечению его участников питанием. Распоряжением Совета министров Башкирской АССР от 24 мая 1990 года «в целях организации питания» участников съезда Управлению общественного питания был увеличен «расход в июне месяце мяса говяжьего на 2 тонны и баранины на 0,5 тонн».
В 1990 году 750 советских паломников были отправлены в Саудовскую Аравию.
Оппозиция правящему советскому режиму использовала религиозный фактор как средство борьбы против КПСС и Михаила Горбачёва. Прежде всего оппозиция стремилась привлечь на свою сторону православное духовенство, но кое-какие уступки делались также служителям других конфессий. Главный оппонент Борис Ельцин на свою инаугурацию 10 июля 1991 года в Кремлёвском дворце съездов в первый ряд указал посадить православного священника, раввина и муллу.
На местах в 1990—1991 годах шёл процесс возвращения религиозным организациям конфискованного у них в советский период имущества. Постановлением Верховного совета Башкирской ССР от 24 октября 1990 года Духовное управление мусульман Европейской части СССР и Сибири получило обратно здание по адресу: Уфа, улица Тукаева, 50. Указом Президиума Верховного совета Башкирской АССР от 11 апреля 1991 года 16 апреля того же года объявлялось в республике «мусульманским Днём Ураза байрам» (с разъяснением, что это рабочий день, но работающие могут на данный праздник брать отпуск за свой счёт).
1989—1991 годы стали временем массовой регистрацией в СССР религиозных общин разных конфессий. В этот период смогли зарегистрироваться многие ранее нелегально существовавшие мусульманские общины. В результате в 1989—1991 годах произошёл значительный рост количества легально действовавших мусульманских общин. В Татарской АССР на 1 января 1986 года было всего 18 официально действовавших мечетей и молитвенных домов мусульман, а в 1990 году в этой республике уже было 154 мусульманских религиозных объединения.
В 1989—1991 годах в СССР хлынул поток мусульманской литературы из-за рубежа. Резко ослаб государственный контроль над Духовными управлениями мусульман. Началось массовое открытие мечетей. Улучшилось материальное положение духовенства, так как были прекращены добровольно-принудительные выплаты в советские общественные фонды. Были восстановлены контакты с единоверцами за рубежом, разрешены массовые шествия на мусульманские праздники. Например, в Азербайджане с 1991 года было разрешено публично отмечать Ашуру.
Ослабление государственного контроля привело к расколам среди зарегистрированного исламского духовенства СССР. Два из четырёх Духовных управления мусульман СССР распались в 1989—1991 годах. Первым стало Духовное Управление мусульман Средней Азии. 4 февраля 1989 года толпа мусульманских лидеров и богословов из Узбекской и Таджикской ССР добилась снятия с поста председателя САДУМ Шамсиддина Бабаханова с согласия главы Узбекистана Ислама Каримова. САДУМ было реорганизовано в Духовное управление мусульман Мавераннахра, которое в 1991 году распалось на пять независимых муфтиятов: Киргизии, Казахстана, Туркмении, Таджикистана и Узбекистана.
В 1989 году распалось Духовное управление мусульман Северного Кавказа. Сначала в мае 1989 года был смещён толпой оппозиционных дагестанских богословов председатель Духовного управления мусульман Северного Кавказа балкарец Махмуд Геккиев. В течение 1989 года из Духовного управления мусульман Северного Кавказа выделились два муфтията — духовные управления Кабардино-Балкарии и Чечено-Ингушетии. К тому же в Чечне в 1991 году генерал Джохар Дудаев совершил военный переворот. Значительная часть мусульманского духовенства Чечни не поддержала Дудаева. 14 октября 1991 года Совет имамов Чеченской республики избрал муфтием и главой Духовного управления мусульман Чеченской республики Магомед-Рашид Арсунукаева, который встал в оппозицию Исламскому центру Дудаева.
Духовное управление мусульман Европейской части СССР и Сибири в 1989—1991 годах ещё не пережило раскола. Однако и в нём уже в этот период уже были попытки духовных лидеров обособиться. Этому способствовало создание в январе 1991 года внутри управления автономных мухтасибатов, получивших право вести переговоры с зарубежными спонсорами и заключать соглашения с местными властями. Уже в ноябре 1991 года Абдул-Вахед Ниязов публично попытался сместить с должности московского имама-мухтасиба Равиля Гайнутдина, а после провала этой попытки создал из противников Гайнутдина Исламский культурный центр России.
Духовное управление мусульман Закавказья в 1989—1990 годах оказалось в сложном положении в связи с вооружёнными столкновениями между азербайджанцами-мусульманами и немусульманами (преимущественно армянами) в Баку, Сумгаите и Нагорном Карабахе. Председатель Духовного управления мусульман Закавказья Аллахшукюр Пашазаде стал единственным из мусульманских лидеров, который выступил против советской власти и в знак протеста против действий властей даже сложил с себя мандат депутата Верховного совета СССР.
В 1990—1991 годы в СССР появились исламские партии. Первой из них стала Исламская партия возрождения (она же была первой чисто религиозной партией Советского Союза), решение о создании которой было принято 9 июня 1990 года на Съезде мусульманских обществ СССР в Астрахани. Особого успеха эта партия достигла в Таджикистане. Лидеры официальных духовных управлений мусульман отнеслись к ней негативно. Новый председатель Духовного управления мусульман Средней Азии и Казахстана Мухаммад Юсуф выпустил статью, в которой обвинил партию в образовании фирка, то есть в создании отдельной группы мусульман. Главы других духовных управлений мусульман его поддержали. Официальное дагестанское духовенство создало в противовес этой партии в сентябре 1990 года Исламскую демократическую партию.
Власти Узбекской ССР отнеслись к Партии исламского возрождения негативно и в январе 1991 года пресекли попытку создания её ячейки в Узбекистане. В ноябре 1991 года в Намангане демонстранты потребовали от президента Ислама Каримова провозгласить Узбекистан исламской республикой.
Американский историк Адиб Халид, живший в Ташкенте в 1991 году, отрицает какое-либо влияние ислама в Средней Азии на распад СССР. По словам Халида, между студентами-мусульманами из других стран, которых было немало в Ташкенте, и местными узбеками не было понимания, а «бытовой ислам» в Средней Азии был абсолютно аполитичен.